# Ettore Minoretti
Ettore Minoretti (Torino, 27 aprile 1910 – Torino, 24 settembre 1999) è stato un paroliere italiano.

## Biografia
Dopo essere entrato all'Eiar, inizia l'attività di paroliere negli anni '30, e continua l'attività nel secondo dopoguerra, a volte utilizzando gli pseudonimi Minor e Cadam.
Partecipa al Festival di Sanremo 1952 con Buonanotte (ai bimbi del mondo), cantata da 
Nilla Pizzi e il Duo Fasano; ritorna al festival nel 1955 con quello che sarà il suo brano di maggior successo, Ci ciu cì (cantava un usignol), su musica di Saverio Seracini, cantata da Narciso Parigi con i Radio Boys e da Natalino Otto con il Trio Aurora, che si classifica al sesto posto.
La canzone viene incisa da molti artisti, tra cui Peter Van Wood e da Perry Como (in una versione tradotta in inglese).
Nel 1964 scrive per il Quartetto Cetra il testo italiano di Mezzanotte a Mosca, che viene presentata nell'ultima puntata di Biblioteca di Studio Uno.
Dopo altre canzoni scritte per altri artisti, tra cui Adriano Celentano, ritorna al Festival di Sanremo 1975 con Io credo (ci son cose più grandi di te), cantata da Nico dei Gabbiani, per poi ritirarsi dall'attività dopo poco tempo.
Nel 1979 cura per la Fonit Cetra la pubblicazione della raccolta antologica Le canzoni dei ricordi.
Ettore Minoretti è sepolto al Cimitero monumentale di Torino; in Siae sono depositate a suo nome 148 canzoni

## Le principali canzoni scritte da Ettore Minoretti
| Anno | Titolo                                  | Autori del testo | Autori della musica | Interpreti ed incisioni                                            |
| ---- | --------------------------------------- | ---------------- | ------------------- | ------------------------------------------------------------------ |
| 1952 | Buonanotte (ai bimbi del mondo)         | Ettore Minoretti | Aldo Zara           | Nilla Pizzi e il Duo Fasano                                        |
| 1955 | Ci ciu cì (cantava un usignol)          | Ettore Minoretti | Saverio Seracini    | Narciso Parigi con i Radio Boys e Natalino Otto con il Trio Aurora |
| 1960 | Il mondo gira                           | Cadam            | Mansueto Deponti    | Adriano Celentano                                                  |
| 1961 | La rete                                 | Ettore Minoretti | Turi Golino         | Henrj Ferraris                                                     |
| 1964 | Mezzanotte a Mosca                      | Ettore Minoretti | Michail Matusovskij | Quartetto Cetra                                                    |
| 1975 | Io credo (ci son cose più grandi di te) | Cadam            | Francesco Turnaturi | Nico dei Gabbiani                                                  |